# Тамиров, Аким Михайлович
Аким Михайлович Тамиров (англ. Akim Tamiroff; 29 октября 1899[…], Тифлис или Баку — 17 сентября 1972[…], Палм-Спрингс, Калифорния) — русский и американский актёр.

## Биография
Родился 29 октября 1899 года в Баку в армянской семье нефтепромышленника. В 18 лет  был принят в школу-студию Московского Художественного театра под руководством Константина Станиславского.
В 1923 году с театром отправился на гастроли в Нью-Йорк и с группой молодых актёров МХТ решил не возвращаться в СССР.
В Нью-Йорке поступил в труппу русского театра-кабаре «Летучая мышь» под руководством Никиты Балиева и познакомился с будущей женой — актрисой Тамарой Шейн (дочерью театрального антрепренёра Вениамина Никулина и сестрой писателя Льва Никулина). Затем открыл Академию сценического грима, которая обанкротилась в 1929 году. Некоторое время зарабатывал на жизнь, работая таксистом.
Карьера Тамирова в Голливуде началась в 1932 году после усиленного изучения английского языка. Первое время он играл эпизодические  роли, которые не указывали в титрах, но успех фильма «Королева Кристина» (1933), где Тамирову досталась очередная эпизодическая роль, обратила на него внимание режиссёров. В 1934 году Тамиров снялся в тринадцати фильмах, в следующем году — в пятнадцати.
В 1936 году Тамиров впервые был выдвинут на кинопремию «Оскар» и заключил семилетний контракт со студией Paramount. Илья Ильф и Евгений Петров побывавшие в США в 1936 году, в книге «Одноэтажная Америка» рассказали о встрече с бывшим русским актёром, не назвав его по имени:

Когда Художественный театр был в Америке, один совсем молоденький актёр остался сниматься в Голливуде. Остался на три месяца, а сидит уже больше десяти лет. Он относится к числу тех, которые преуспевают. Дела его идут в гору. […] Он получает пятьсот долларов в неделю.

Из-за сильного акцента Тамирову приходилось играть кого угодно, только не американцев. В начале 1950-х годов, когда Америку захлестнула волна маккартизма, Тамиров на несколько лет покинул страну; снимался в Великобритании, Франции, Германии, Испании, Италии, Монако, но в конце концов вернулся в Голливуд. За сорок лет работы в Голливуде он снялся в 140 фильмах. Советским зрителям Тамиров был знаком по роли «русского» дворецкого в фильме «Сестра его дворецкого» (1943).
Яркий талант «самого знаменитого русского в Голливуде» пришелся по душе Орсону Уэллсу. Тамиров снялся у него в криминальных драмах «Мистер Аркадин» (1955) и «Печать зла» (1958) и экранизации экзистенциальной философской притчи Кафки «Процесс» (1962). Тамировское исполнение роли Санчо Пансы в фильме «Дон Кихот» (1955) зрители не увидели — съемки фильма Уэллса были остановлены по финансовым причинам.
На голливудской «Аллее славы» у Тамирова есть звезда. В мультсериале «Приключения Роки и Бульвинкля» один из главных злодеев — шпион из Поттсильвании (аллюзия на ГДР) Борис Баденов был пародией на Акима Тамирова.
Аким Тамиров умер от рака в 1972 году в Калифорнии.

## Избранная фильмография

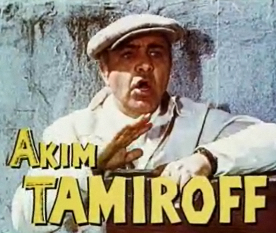
Аким Тамиров в фильме «Фиеста» (1947)

## Избранная[кем?]фильмография
| Год  |   | Русское название                   | Оригинальное название                       | Роль                          |
| ---- | - | ---------------------------------- | ------------------------------------------- | ----------------------------- |
| 1933 | ф | Королева Кристина                  | Queen Christina                             | Педро                         |
| 1934 | ф | Распутная императрица              | The Scarlet Empress                         | Гранин                        |
| 1934 | ф | Весёлая вдова                      | The Merry Widow                             | управляющий «Максима»         |
| 1935 | ф | Китайские моря                     | China Seas                                  | Пол Романофф                  |
| 1935 | ф | Жизнь бенгальского улана           | The Lives of a Bengal Lancer                |                               |
| 1936 | ф | Повесть о Луи Пастере              | The Story of Louis Pasteur                  | доктор Заранов                |
| 1936 | ф | Желание                            | Desire                                      | офицер полиции                |
| 1936 | ф | Энтони Несчастный                  | Anthony Adverse                             | Карло Чибо                    |
| 1939 | ф | Юнион Пасифик                      | Union Pacific                               | Фиеста                        |
| 1940 | ф | Великий Макгинти                   | The Great McGinty                           | Босс                          |
| 1941 | ф | Город Нью-Йорк                     | New York Town                               | Стефан Яновски                |
| 1943 | ф | Пять гробниц по пути в Каир        | Five Graves to Cairo                        | Фарид                         |
| 1943 | ф | По ком звонит колокол              | For Whom the Bell Tolls                     | Пабло                         |
| 1943 | ф | Сестра его дворецкого              | His Butler’s Sister                         | Сергей Попов                  |
| 1944 | ф | Не могу не петь                    | Can’t Help Singing                          | князь Григорий Строгановский  |
| 1947 | ф | Фиеста                             | Fiesta                                      | Чато Васкес                   |
| 1947 | ф | Гангстер                           | The Gangster                                | Ник Джемми                    |
| 1949 | ф | Застава в Марокко                  | Outpost in Morocco                          | лейтенант Глушко              |
| 1949 | ф | Чёрная магия                       | Black Magic                                 | Гитано                        |
| 1955 | ф | Мистер Аркадин                     | Mr. Arkadin                                 | Якоб Зук                      |
| 1956 | ф | Анастасия                          | Anastasia                                   | Борис Андреевич Чернов        |
| 1958 | ф | Печать зла                         | Тouch of Evil                               | Джо Гранди                    |
| 1960 | ф | Одиннадцать друзей Оушена          | Ocean’s Eleven                              | Спайрос Асебос                |
| 1961 | ф | Романов и Джульетта                | Romanoff and Juliet                         | Вадим Романов                 |
| 1961 | ф | Страшный суд                       | Il giudizio universale                      | режиссёр                      |
| 1962 | ф | Процесс                            | Le procès                                   | Блох                          |
| 1963 | с | Защитники                          | The Defenders                               | Джон Соласки                  |
| 1964 | ф | Черный тюльпан                     | La tulipe noire                             | маркиз де Вигонь              |
| 1964 | ф | Топкапи                            | Topkapi                                     | повар Жервен                  |
| 1965 | ф | Куколки                            | Le bambole                                  | монсеньор Аренди              |
| 1965 | ф | Альфавиль                          | Alphaville                                  | Генри Диксон                  |
| 1965 | ф | Мари Шанталь против доктора Ха     | Marie Chantal contre le docteur Kha         | профессор Ламбаре / доктор Ха |
| 1966 | ф | В погоне за «Лисом»                | After The Fox                               | Окра                          |
| 1968 | ф | Екатерина Великая                  | Great Catherine                             | сержант                       |
| 1969 | ф | Сто винтовок                       | 100 Rifles                                  | генерал Ромеро                |
| 1969 | ф | Жюстина, или Несчастья добродетели | Justine, ovvero le disavventure della virtù | Ду Харпин                     |

## Награды и номинации
| Награда        | Год  | Категория                                      | Название работы             | Результат |
| -------------- | ---- | ---------------------------------------------- | --------------------------- | --------- |
| Оскар          | 1937 | Лучшая мужская роль второго плана              | Смерть генерала на рассвете | Номинация |
| Оскар          | 1944 | Лучшая мужская роль второго плана              | По ком звонит колокол       | Номинация |
| Золотой глобус | 1944 | Лучшая мужская роль второго плана в кинофильме | По ком звонит колокол       | Победа    |